# 宋泰林
宋泰林（韓語：송태림，1984年2月20日—），韩国足球运动员，司职后卫。

## 职业生涯
宋泰林在2007年曾代表全南天龙队参加亚冠联赛，2009年到中国踢球加盟了中超球队河南建业，宋泰林与河南队解约后回国效力于韩国高阳国民银行队。2012年重返中国与中甲球队沈阳东进签约。